# السطر الأوسط (برنامج)
السطر الأوسط برنامج حواري أسبوعي يقدمه الإعلامي مالك الروقي على قناة MBC، ومن إخراج عبادة الحمامي.
بدأ عرض حلقات الموسم الأول في 21 فبراير (شُباط) 2020، ويقدِّم البرنامج حوارات سياسية وفكرية ومراجعات لرؤساء وقادة في عالم السياسة، ومفكرين من العالم والعالم العربي.

## أبرز ضيوف البرنامج
- بول بريمر (الحاكم الأمريكي للعراق بعد سقوط صدام حسين).[4]
- تركي الفيصل.[5]
- عبد الرحمن شلقم.[6]
- عمرو موسى.[7]
- مسعود برزاني.[8]
- علي البخيتي.[9]
- محمد الفجي.[10]
- محمد الصقر.[11]
- قينان الغامدي.[12]